# Vauda Canavese
Pour les articles homonymes, voir Canavese.
Vauda Canavese est une commune italienne de la ville métropolitaine de Turin, dans la région Piémont.

## Administration
| Période                                  | Période  | Identité               | Étiquette | Qualité |
| ---------------------------------------- | -------- | ---------------------- | --------- | ------- |
| 14 juin 2004                             | En cours | Bartolomeo Chiadò Rana |           |         |
| Les données manquantes sont à compléter. |          |                        |           |         |

### Communes limitrophes
Busano, Rocca Canavese, Barbania, San Carlo Canavese, Front, San Francesco al Campo.